# Michael Norman
Michael Arthur Norman Jr. (San Diego, 3 dicembre 1997) è un velocista statunitense, campione olimpico della staffetta 4×400 metri a Tokyo 2020 e campione mondiale dei 400 metri piani a Oregon 2022.

## Biografia
Figlio di due ex-atleti, madre giapponese e padre afro-americano, Michael Norman Jr. nel corso del 2018 ha conquistato negli Stati Uniti due titoli NCAA, vincendo dapprima i 400 m piani indoor (stabilendo pure il nuovo record mondiale in 44"52, a College Station, primato successivamente non ratificato), poi i 400 m outdoor (con 43"61, sesto crono di sempre).
Già nel 2016 vinse il titolo mondiale under 20 sui 200 m piani a Bydgoszcz in 20"17, migliorando il record dei campionati dell'italiano Andrew Howe, che lo deteneva con 20"28 dal 2004.
Dopo il tempo di 43"61 all'aperto registrato a Eugene (USA) a giugno, Norman ha debuttato nella Diamond League da professionista, vincendo i 200 m di Parigi in 19"84 con vento contrario (-0,6 m/s), suo nuovo record personale; al meeting Athletissima di Losanna è giunto secondo in 19"88 dietro al connazionale Noah Lyles.
Il 21 aprile 2019, in occasione delle MT Sac Relays che si disputano a Torrance (California), corre i 400 m piani nel tempo di 43"45, la prestazione più veloce mai corsa ad inizio stagione. Questo risultato lo colloca al 4º posto nella graduatoria all-time della specialità, alla pari con Jeremy Wariner. Il 20 luglio 2020, correndo i 100 m piani in 9"86 (vento +1,6 m/s) diventa il secondo atleta nella storia, dopo Wayde van Niekerk, a scendere nei 100 m sotto i 10 secondi, nei 200 m sotto i 20 secondi e nei 400 m sotto i 44 secondi.

## Progressione

### 400 metri piani
| Stagione | Tempo | Luogo      | Data      | Rank. Mond. |
| -------- | ----- | ---------- | --------- | ----------- |
| 2022     | 43"56 | Eugene     | 25-6-2022 |             |
| 2021     | 44"07 | Eugene     | 20-6-2021 |             |
| 2020     | 51"30 | Fort Worth | 23-7-2020 |             |
| 2019     | 43"45 | Torrance   | 20-4-2019 |             |
| 2018     | 43"61 | Eugene     | 8-6-2018  |             |
| 2017     | 44"60 | Sacramento | 23-6-2017 |             |
| 2016     | 45"51 | Arcadia    | 9-5-2016  |             |
| 2015     | 45"19 | Clovis     | 6-6-2015  |             |
| 2014     | 46"94 | Clovis     | 7-6-2014  |             |
| 2013     | 49"54 | Murrieta   | 25-4-2013 |             |

## Palmarès
| Anno | Manifestazione  | Sede      | Evento      | Risultato  | Prestazione | Note                                             |
| ---- | --------------- | --------- | ----------- | ---------- | ----------- | ------------------------------------------------ |
| 2016 | Mondiali U20    | Bydgoszcz | 200 m piani | Oro        | 20"17       | Record dei campionati                            |
| 2016 | Mondiali U20    | Bydgoszcz | 4×100 m     | Oro        | 38"93       | Miglior prestazione mondiale stagionale under 20 |
| 2019 | Mondiali        | Doha      | 400 m piani | Semifinale | 45"94       |                                                  |
| 2021 | Giochi olimpici | Tokyo     | 400 m piani | 5º         | 44"31       |                                                  |
| 2021 | Giochi olimpici | Tokyo     | 4×400 m     | Oro        | 2'55"70     | Miglior prestazione personale stagionale         |
| 2022 | Mondiali        | Eugene    | 400 m piani | Oro        | 44"29       |                                                  |
| 2022 | Mondiali        | Eugene    | 4×400 m     | Oro        | 2'56"17     | Miglior prestazione mondiale stagionale          |
| 2024 | Giochi olimpici | Parigi    | 400 m piani | 8º         | 45"62       |                                                  |

## Campionati nazionali
- 2 volte campione nazionale dei 400 m piani (2021, 2022)
- 1 volta campione NCAA dei 400 m piani (2018)
- 1 volta campione NCAA della staffetta 4×400 m (2018)
- 1 volta campione NCAA indoor dei 400 m piani (2018)
- 1 volta campione NCAA indoor della staffetta 4×400 m (2018)

2018
- Oro ai campionati NCAA - 400 m piani - 43"61
- Oro ai campionati NCAA - 4×400 m - 2'59"00
- Oro ai campionati NCAA indoor - 400 m piani - 44"52
- Oro ai campionati NCAA indoor - 4×400 m - 3'00"77

2019
- Argento ai campionati statunitensi assoluti, 400 m piani - 43"79

2021
- Oro ai campionati statunitensi assoluti, 400 m piani - 44"07

2022
- Oro ai campionati statunitensi assoluti, 400 m piani - 43"56

## Altre competizioni internazionali
2019
- Vincitore della Diamond League nella specialità dei 400 m piani